# محمد عبدول رشید
محمد عبدول رشید (انگلیسی: Muhammad Rashid؛ ۱۴ آوریل ۱۹۴۱ – ۲۶ ژانویه ۲۰۰۹ (aged 67)) ورزشکار هاکی روی چمن اهل پاکستان بود.
وی در مسابقات کشوری و بین‌المللی در مجموع برندهٔ ۲ مدال نقره شده‌است.